# Курьянов, Евгений
Евгений Курьянов (эст. Jevgeni Kurjanov; 2 октября 1979, Таллин) — эстонский футболист и игрок в мини-футбол, правый защитник.

## Биография
Воспитанник Таллинской футбольной школы. В 1995—1997 годах выступал за старшую команду школы в низших лигах Эстонии.
В ходе сезона 1996/97 перешёл в клуб высшего дивизиона ТФМК (Таллин), за который выступал более 10 лет, сыграв 173 матча и забив 13 голов в чемпионатах страны. Дебютный матч сыграл 3 мая 1997 года против «Таллинна Садам». Становился серебряным (2001, 2003, 2004) и бронзовым (2000, 2002, 2007) призёром чемпионата Эстонии, обладателем (2002/03) и финалистом (2003/04) Кубка Эстонии. Основным игроком команды был до 2004 года, затем выступал за резервную команду, и в основном составе после этого сыграл только один матч в 2007 году. Участвовал в играх предварительных раундов Кубка УЕФА (4 матча).
В конце карьеры играл в низших лигах за таллинские «Легион» и «Атлетик».
Выступал за юниорскую и молодёжную сборную Эстонии.
С конца 2000-х годов также выступал в мини-футболе (футзале). Играл за клубы высшего дивизиона Эстонии «Анжи» Таллин (2009—2014) и «Ринопал» (2016). В феврале 2009 года сыграл 3 матча за сборную Эстонии по мини-футболу и забил два гола, оба — 22 февраля 2009 года в ворота сборной Армении (5:8).